# (25173) 1998 SN71
A (25173) 1998 SN71 a Naprendszer kisbolygóövében található aszteroida. Eric Walter Elst fedezte fel 1998. szeptember 21-én.